# Adil Gandou
Adil Gandou est un athlète franco-marocain spécialiste du triple saut, né le 18 août 1993 à Casablanca. Il remporte à trois reprises le titre national du Maroc en triple saut et détient pour record personnel un saut à 16.63 mètres.

## Biographie
Adil Gandou est né le 18 août 1993 à Casablanca au Maroc de deux parents marocains, il arrive en France en 2002 à l'âge de 8 ans.
Il se lance tout jeune dans le sport et tout d'abord dans le football, son père l'oriente ensuite vers l'athlétisme où il s'illustre rapidement dans le triple saut, discipline dans laquelle il lancera sa carrière.
En 2013, Patricia Girard devient son entraîneur et sous sa tutelle, sa carrière commence à décoller avec notamment plusieurs médailles aux championnats de France. Parallèlement, il décide de représenter la Fédération royale marocaine d'athlétisme et il remporte alors trois fois le titre national de champion du Maroc en triple saut. Les titres et les succès s’enchaînent, et en 2016 il se qualifie pour les championnats d'Afrique avec la deuxième meilleure performance africaine, mais à la suite d'une blessure, il ne pourra participer à la compétition. Malgré ce coup dur, la progression d'Adil Gandou se poursuit après son retour et il établit son record personnel de 16,63 m lors d'une victoire au meeting de Forbach de 2017. Quelque temps après, il termine 4e aux Jeux de la Francophonie à Abidjan avec un saut à 16,31 m.
Après ces nouvelles performances et un début de saison très prometteur, les pépins physiques s’enchaînent de nouveau pour l'athlète. Il est victime d'une série de blessures qui aboutit sur une rupture des ligaments croisés en Juillet 2018, synonyme malheureusement pour lui de fin de saison. 
Après sa convalescence, il reprend l'entraînement et intègre l'INSEP en décembre 2018 sous l'égide du champion d'Europe de triple saut, Benjamin Compaoré.

## Records personnels
| Épreuve     | Performance | Lieux   | Date        |
| ----------- | ----------- | ------- | ----------- |
| Triple saut | 16,63 m     | Forbach | 28 mai 2017 |
| 100 m       | 10 s 72     | Blois   | 7 mai 2017  |